# HD 210277
HD 210277是宝瓶座中一颗7等恒星。它是一颗黄矮星，光谱分类为G0V，质量是太阳的大约0.92倍。 因为它距离地球大约69光年但光度较低，肉眼无法看到它的。不过使用双筒望远镜就很容易观测到。
这颗恒星有一颗大质量的太陽系外行星围绕其公转。 1999年，T·E·特里林（T. E. Trilling）等人宣布根据红外线波段的观测了一个星周盤。这个盘可能和我们太阳系的柯伊伯带比较相似。

## 行星系和未确认的尘埃盘
上文所述的1999年发现的星周盘距离恒星大约30到62天文单位，并已经获得了照片。 然而，史匹哲太空望遠鏡的观测未能在70微米或24微米处发现任何紅外過量。
| 成員 (依恆星距離) | 质量            | 半長軸 (AU)   | 轨道周期 (天) | 離心率        | 傾角 | 半径 |
| ----------------- | --------------- | ------------- | ------------- | ------------- | ---- | ---- |
| b                 | >1.29 ± 0.11 MJ | 1.138 ± 0.066 | 442.19 ± 0.50 | 0.476 ± 0.017 | —    | —    |